# Paprika (1959)
Paprika ist ein deutscher Spielfilm aus dem Jahr 1959 von Kurt Wilhelm mit Violetta Ferrari, Willy Hagara, Waltraud Haas und Georg Thomalla in den Hauptrollen. Die Musikfilmkomödie basiert auf dem Bühnenstück Der Sprung in die Ehe von Max Reimann und Otto Schwartz.

## Handlung
Im Moll-Tonstudio geht es hoch her. Während Anita Moll-Kaiser das Management übernimmt, ist ihr Mann Bert Kaiser ein begehrter Schlagerstar und im oberen Stock geht ihr kauziger Bruder Paul seinem skurrilen Hobby, der Frosch-Forschung, nach. Plötzlich schneit die hübsche Ilona von Bokacs ins Haus, unmittelbar nachdem das bisherige Hausmädchen gekündigt hat. Ilona ist eine gute Freundin Anitas. Ilona ist getürmt, weil ihr Vater sie unbedingt mit einem reichen Südamerikaner verheiraten will, worauf Ilona überhaupt keine Lust hat. Als Paul und Ilona aufeinander treffen, hält dieser sie für ein Hausmädchen, das er noch nicht kennt. Anita kommt hinzu und will gerade den Irrtum aufklären, da deutet Ilona ihr an, das Spielchen mitzuspielen. Und so startet die temperamentvolle Ilona, die nicht nur reichlich Paprika im Blut hat, sondern im Hause Moll-Kaiser ein perfektes Versteck gefunden hat, ihre neue Karriere als vermeintliche neue Servicekraft. Durch eine Verwechslung wird Ilona für eine gewisse Rosie Brandstätter gehalten, die Tochter des Hausangestellten Josef, der aber sein wirkliches Fleisch und Blut persönlich gar nicht kennt. Dem tatsächlichen Vater Ilonas, Tokasz, gehört die bei jungen Leuten sehr beliebte Paprika-Bar.
In ihrer Tollpatschigkeit als neues Dienstmädchen erweist sich Ilona bald als perfekte Ergänzung zu dem nicht minder verdrehten Paul, und beide jungen Leute beginnen sich rasch zu verstehen. Doch während Ilona sehr für Paul schwärmt, den sie noch von früher kennt, der sich aber nicht mehr an sie erinnern kann, ist dieser ganz auf seine Frösche fokussiert. Eines Tages begeben sich die beiden in die Paprika-Bar von Ilonas Vater, um sich zu amüsieren. Der Direktor des Tanzlokals, der auf ein neues angebliches Gesangstalent wartet, die nun ausgerechnet die wirkliche Rosie Brandstätter ist, bekommt Besuch von zwei Herren, die im Namen von Ilonas Vater auf der Suche nach der abgetauchten Tochter sind. Mit viel Glück werden Ilona und Paul nicht von den beiden Detektiven entdeckt. Als das Paar heimkehrt, sind beide ziemlich beschwipst. Josef hört sie und glaubt, da er Ilona noch immer für seine Tochter Rosie hält, dass die beiden etwas „unmoralisches“ miteinander treiben haben. In ihm kocht der väterliche Beschützerinstinkt hoch und er betritt das Zimmer. Durch dieses Missverständnis läuft Ilona weinend nach draußen. Als am nächsten Morgen der Bar-Direktor bei Anita anruft und sich für das neue, bei ihm vorsingende Mädchen Rosie mit anzüglichen Worten bedankt, glaubt Anita, dass ihr Gatte womöglich fremdgeht.
Nun heult sich Anita bei Ilona aus, und die hübsche Ungarin gibt ihrer besten Freundin Tipps, wie sie sich für Bert (der natürlich von all diesen Verwechslungen und Missverständnissen nichts weiß) wieder attraktiv machen kann. Es klingelt an der Tür des Hauses Moll-Kaiser, und die beiden Herren Detektive stehen davor. Ilona in ihrer Rolle als Dienstmädchen öffnet und wird von den beiden Herren in den schwarzen Mänteln in einen Lieferwagen geschubst und gekidnappt. Währenddessen bittet Paul Josef um die Hand von dessen vermeintlicher Tochter Rosie (alias Ilona). Um die Dinge wieder in Ordnung zu bringen, besucht Josef nach Jahrzehnten der Abwesenheit seine Frau und Rosies Mutter Erna. Die ist völlig überrascht über die Rückkehr des wankelmütigen Gatten, verzeiht ihm aber. Erna ist verblüfft, als Josef ihr von Rosies (also Ilonas) Heiratsabsicht berichtet. Ilona wird derweil von den beiden Detektiven im Büro des Direktors des väterlichen Tanzlokals angeliefert. Als schließlich auch noch Erna und Josef Brandstätters wirkliche Tochter Rosie auftaucht, um erstmals in der Paprika-Bar singen zu dürfen, herrscht zunächst einige Verwirrung, die sich aber bald aufklärt. Schließlich darf Rosie an der Seite Berts auf der Bühne performen, während sich Ilona und Paul endlich zusammenfinden.

## Produktionsnotizen
Der zu Beginn des Jahres 1959 in den Geiselgasteig-Studios bei München entstandene Film wurde am 28. März 1959 im Hagener Victoria-Theater uraufgeführt.
Rudolf Wischert übernahm die Produktionsleitung, Klaus Stapenhorst die Herstellungsleitung. Wolf Englert und Ernst Richter gestalteten die Filmbauten. Teddy Rossi-Turai entwarf die Kostüme. Walter Rühland sorgte für den Ton. Franz Baur-Pantoulier übernahm die Choreographie, Fred Rauch schrieb die Texte zu der Musik von Peter Igelhoff. Willy Hagara singt die gespielten Schlager. Es spielen die Tielman Brothers und das Orchester Delle Haensch, es tanzt John Schapar.
Der in manchen Quellen als Darsteller genannte Eddie Arent konnte in der vorliegenden Fassung nicht festgestellt werden.

## Kritik
Im Lexikon des Internationalen Films heißt es: „Mühsame musikalische Verwechslungskomödie.“